# Grand Prix de Francfort 2012
La 51e édition du Grand Prix de Francfort a eu lieu le 1er mai 2012. Elle a été remportée après une attaque dans le final par l'Italien Moreno Moser (Liquigas-Cannondale) devant son coéquipier l'Allemand Dominik Nerz et le Russe Sergey Firsanov (RusVelo).
L'épreuve fait partie de l'UCI Europe Tour 2012 en catégorie 1.HC.

## Présentation

### Équipes
Classé en catégorie 1.HC de l'UCI Europe Tour, le Grand Prix de Francfort est par conséquent ouvert aux UCI ProTeams dans la limite de 70 % des équipes participantes, aux équipes continentales professionnelles, aux équipes continentales allemandes et à une équipe nationale allemande.
21 équipes participent à ce Grand Prix de Francfort : 5 ProTeams, 9 équipes continentales professionnelles, 6 équipes continentales et une équipe nationale d'Allemagne :
| Nom de l'équipe         | Pays       | Code |
| ----------------------- | ---------- | ---- |
| Garmin-Barracuda        | États-Unis | GRM  |
| Katusha                 | Russie     | KAT  |
| Liquigas-Cannondale     | Italie     | LIQ  |
| Omega Pharma-Quick Step | Belgique   | OPQ  |
| Vacansoleil-DCM         | Pays-Bas   | VCD  |

| Nom de l'équipe           | Pays      | Code |
| ------------------------- | --------- | ---- |
| Eddy Merckx-Indeland      | Allemagne | TRS  |
| Heizomat                  | Allemagne | THF  |
| NSP-Ghost                 | Allemagne | NSP  |
| Nutrixxion Abus           | Allemagne | TSP  |
| Raiko Stölting            | Allemagne | TTR  |
| Specialized Concept Store | Allemagne | SCS  |

| Nom de l'équipe               | Pays      | Code |
| ----------------------------- | --------- | ---- |
| Accent Jobs-Willems Veranda's | Belgique  | ACC  |
| Argos-Shimano                 | Pays-Bas  | ARG  |
| Champion System               | Chine     | CSS  |
| Cofidis                       | France    | COF  |
| Landbouwkrediet-Euphony       | Belgique  | LAN  |
| NetApp                        | Allemagne | APP  |
| RusVelo                       | Russie    | RVL  |
| Saur-Sojasun                  | France    | SAU  |
| Topsport Vlaanderen-Mercator  | Belgique  | TSV  |

| Nom de l'équipe              | Pays      | Code |
| ---------------------------- | --------- | ---- |
| Équipe nationale d'Allemagne | Allemagne | GER  |

## Classement final
|    | Coureur             | Pays      | Équipe                  |    | Temps           |
| -- | ------------------- | --------- | ----------------------- | -- | --------------- |
| 1  | Moreno Moser        | Italie    | Liquigas-Cannondale     | en | 4 h 54 min 15 s |
| 2  | Dominik Nerz        | Allemagne | Liquigas-Cannondale     | +  | 6 s             |
| 3  | Sergey Firsanov     | Russie    | RusVelo                 |    | 6 s             |
| 4  | Tony Martin         | Allemagne | Omega Pharma-Quick Step |    | 6 s             |
| 5  | André Greipel       | Allemagne | Lotto-Belisol           |    | 24 s            |
| 6  | Alexander Kristoff  | Norvège   | Katusha                 |    | 24 s            |
| 7  | John Degenkolb      | Allemagne | Argos-Shimano           |    | 24 s            |
| 8  | Daniel Schorn       | Autriche  | NetApp                  |    | 24 s            |
| 9  | Daniele Ratto       | Italie    | Liquigas-Cannondale     |    | 24 s            |
| 10 | Aleksejs Saramotins | Lettonie  | Cofidis                 |    | 24 s            |

## Liste des participants
- Liste de départ complète